# Kastelán
Kastelán je v současném pojetí správce památkového objektu, obvykle hradu nebo zámku.
Náplní jeho práce je kontrola stavu objektu, zajišťování provozu či organizace návštěvnického provozu. Původně se slovo kastelán (castellanus, z latinského castellum) používalo v období 10.–13. století pro purkrabího, což byl vysoký úředník v čele purkrabství, později pro správce a strážce hradu.
Někdy se nepřesně používá název kastelán i pro průvodce, i když někteří kasteláni funkci průvodce současně vykonávají.